# Nowy Torjał
Nowy Toriał (ros. Новый Торъял, mar. У Торъял) – osiedle typu miejskiego w środkowej Rosji, na terenie wchodzącej w skład tego państwa Republiki Mari El, we wschodniej Europie. 
Miejscowość liczy 6940 mieszkańców (1 stycznia 2005 r.).